# Niagala
Niagala fou un regne del Mali al sud del Khasso, a l'oest del Logo i Natiaga i a l'est del riu Falémé.
El regne es va posar sota protectorat de França per un tractat signat a Sadiola (a Niagala a uns 70 km al sud-oest de Kayes) el 13 de novembre de 1881. Al mateix temps també es va posar sota protectorat el país de Sirimana. Després de la derrota de Mahmadou Lamine el 1886 el capità francès Oberdorf van recórrer les vall de l'alt Gàmbia i l'alt Falémé i les terres entre el Falémé i el Bafing aixecant mapes i inspeccionant la zona; el capità Fortin va fer el mateix a les regions del Nieri i del Ferlo. Les dues columnes van tornar al seu campament de sortida el 23 de gener de 1887 cremant durant la tornada el poble hostil de Balégui, i sotmetent efectivament el país de Niagala a França.